# 油山寺
油山寺（ゆさんじ）は、静岡県袋井市村松にある真言宗智山派の寺院。遠州三山の1つ。山号は医王山。詳しくは医王山薬王院油山寺と称する。本尊は薬師如来。紅葉の名所として知られる。

## 歴史
伝承によれば、大宝元年（701年）に行基が創建し、油が湧出した所から「油山寺」の名がついた。その後天平勝宝元年（749年） 孝謙天皇が眼病平癒を願い、当寺の「るりの滝」の水で眼を洗浄したところ、全快したので勅願寺に定めた。以来、特に目の守護、眼病平癒の寺として信仰を集める。また、一山の守護神軍善坊大権現は足腰の神として古来より東海道を往来する旅人の信仰を集める。通称油山（あぶらやま）。
元亀3年（1572年）、兵火により焼失。天正2年（1574年）から三重塔の再建が開始されるが、工事には長い年月を要し、屋上の相輪を上げたのは慶長16年（1611年）である。

## 文化財

### 重要文化財（国指定）
- 本堂内厨子 - 室町時代
- 三重塔 - 江戸時代初期、慶長16年（1611年）
- 山門 - 江戸時代初期、万治2年（1659年）に建立された掛川城の大手二之門を明治初期に移築したもの

### 静岡県指定有形文化財
- 書院 - 元禄12年（1699年）建立　遠江横須賀城より移築
- 方丈 - 宝暦14年（1764年）建立　遠江浅羽代官所より移築
- 本堂 - 元文03年（1738年）建立

### 静岡県指定天然記念物
- 御霊杉（みたますぎ） - 幹が松、枝が杉

### その他
- 薬師如来像 - 秘仏100年に一度の御開帳
- 茶祖栄西禅師像

## 交通アクセス
- 袋井駅よりタクシー15分
- 掛川駅よりタクシー25分
- 東名袋井ICより車15分
- 新東名森掛川ICより車20分